# Hans Michelsen
Hans Michelsen, född 1789 i Melhus nära Trondhjem, Norge, död 20 juni 1859 i Kristiania, var en norsk skulptör och tecknare.

## Biografi
Michelsen var son till Mikkel Sørensen Haegstad och Abel Jonsdatter. Han gjorde sig tidigt bemärkt genom sin skicklighet som träsnidare och med stöd av mecenater och försäljning av sina sniderier kunde han studera vid Konstakademien i Stockholm 1815–1819. Han tilldelades akademiens resestipendium 1820 som han använde för en resa till Rom, där han arbetade och studerade tillsammans med Thorvaldsen. Åter i Stockholm 1826 biträdde han Erik Gustaf Göthe och Johan Niclas Byström med att hugga deras marmorarbeten. Han medverkade ett par gånger i Konstakademiens utställningar, med religiösa motiv i marmorreliefer, gipsbyster och tuschteckningar. 

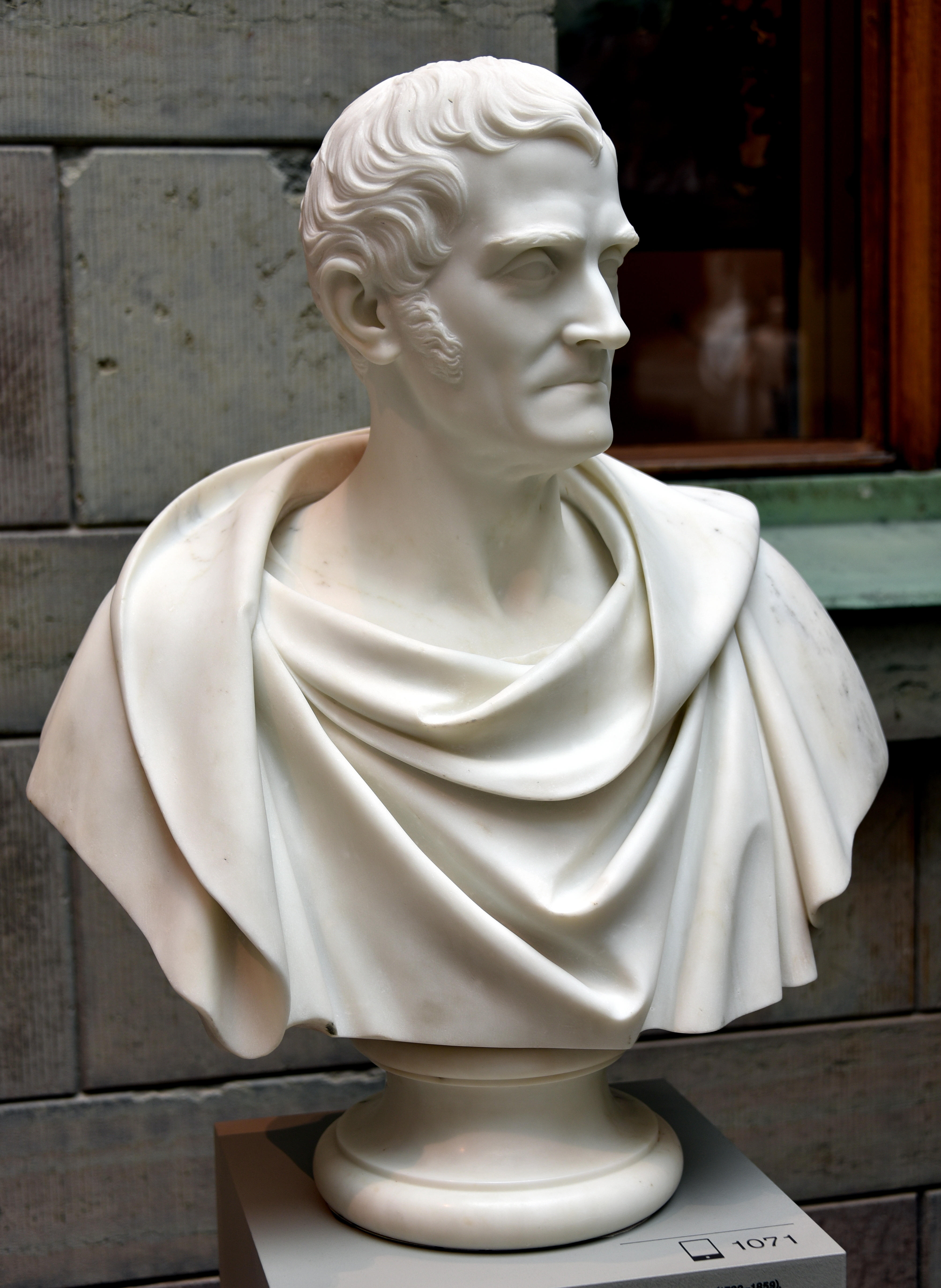
Per Henrik Ling (före 1859)
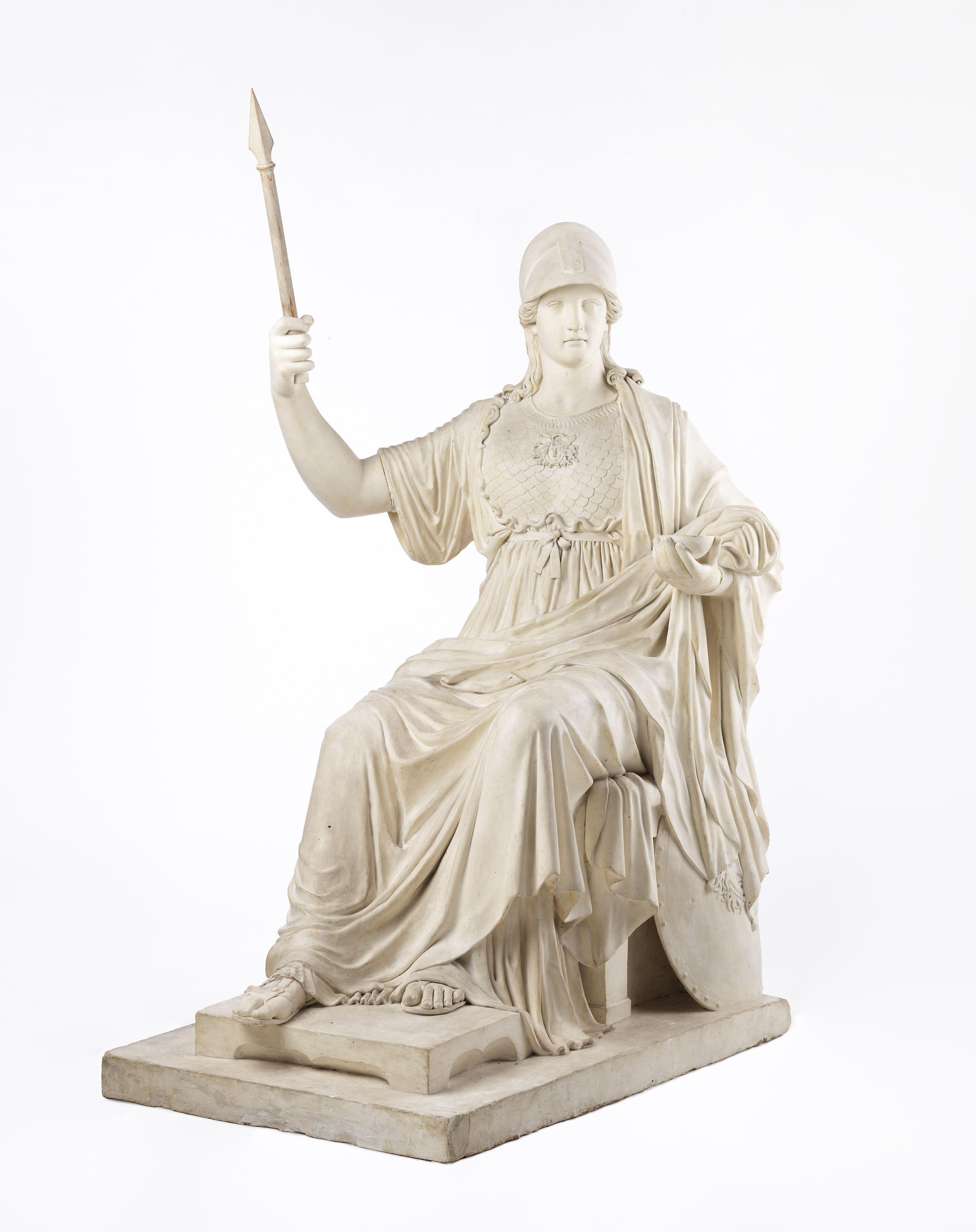
Atena på sin tron (1855)
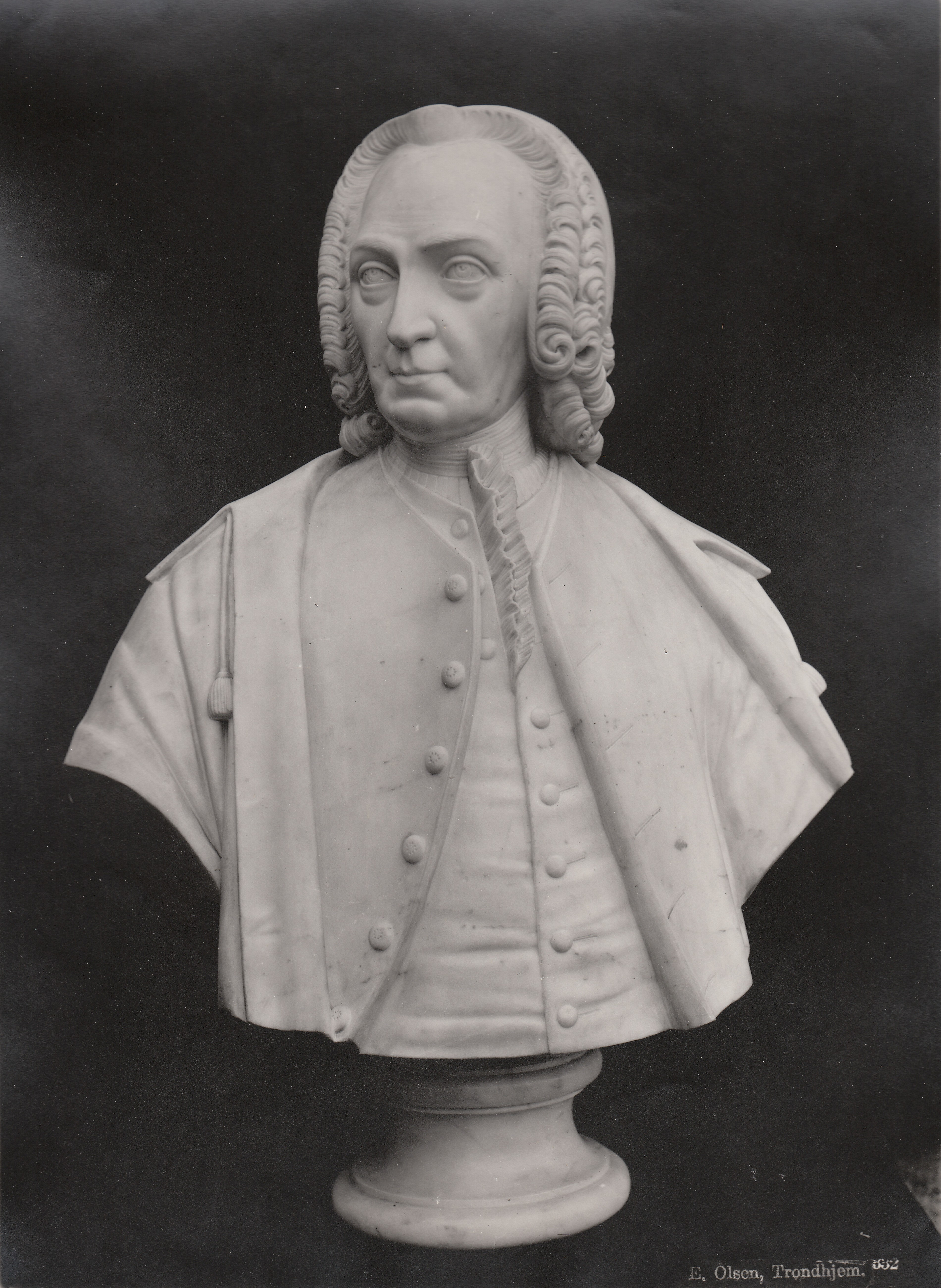
Thomas Angell (1847)

Michelsen var en av de första medlemmarna i Stockholms konstförening och några av hans mindre figurer användes i föreningens första lotteri 1832. På uppdrag av Oskar I förfärdigade han tolv apostlafigurer i marmor för Trondhjems domkyrka. Repliker av dessa finns uppställda i nischer i Skeppsholmskyrkan, Stockholm. Omkring 1835 återvände han till sin hemtrakt och var verksam som bonde, men 1842 flyttade han till Kristiania för att kunna utföra en beställning på en byst föreställande författaren Ludvig Holberg, för universitetsbiblioteket i Kristiania. Han utförde därefter fyra statyetter av norska medeltida kungar för slottet Oscarshall. Bland hans övriga arbeten märks ett porträtt av Karl XIV Johan, en byst av drottning Josephine, en porträttmedaljong av Oskar I samt en byst av Per Henrik Ling. Han blev ledamot av Svenska Konstakademien 1840. 
Michelsen finns representerad vid Nationalmuseum, Nasjonalgalleriet i Oslo.